# IndyCar Series 2023
La NTT IndyCar Series 2023 è stata la 28ª stagione della IndyCar Series e la 102ª stagione ufficiale del Campionato americano auto da corsa.

## Calendario
Il ventisette settembre del 2022 viene annunciato il calendario di 17 gare per la stagione 2023.
| Rd. | Data         | Gara                                   | Circuito                               | Città                     |
| --- | ------------ | -------------------------------------- | -------------------------------------- | ------------------------- |
| 1   | 5 marzo      | Firestone Grand Prix of St. Petersburg | C Circuito cittadino di St. Petersburg | Saint Petersburg, Florida |
| 2   | 2 aprile     | Texas INDY 375                         | O Texas Motor Speedway                 | Fort Worth, Texas         |
| 3   | 16 aprile    | Acura Grand Prix of Long Beach         | C Circuito di Long Beach               | Long Beach, California    |
| 4   | 30 aprile    | Honda Indy Grand Prix of Alabama       | R Barber Motorsports Park              | Birmingham, Alabama       |
| 5   | 13 maggio    | GMR Grand Prix                         | R Indianapolis Motor Speedway          | Speedway, Indiana         |
| 6   | 28 maggio    | 107ª 500 Miglia di Indianapolis        | O Indianapolis Motor Speedway          | Speedway, Indiana         |
| 7   | 4 giugno     | Chevrolet Detroit Grand Prix           | C Circuito di Detroit                  | Detroit, Michigan         |
| 8   | 18 giugno    | Sonsio Grand Prix at Road America      | R Road America                         | Elkhart Lake, Wisconsin   |
| 9   | 2 luglio     | Honda Indy 200 at Mid-Ohio             | R Circuito di Mid-Ohio                 | Lexington, Ohio           |
| 10  | 16 luglio    | Honda Indy Toronto                     | C Exhibition Place                     | Toronto, Ontario          |
| 11  | 22 luglio    | Hy-Vee INDYCAR 250                     | O Iowa Speedway                        | Newton, Iowa              |
| 12  | 23 luglio    | Hy-Vee INDYCAR 300                     | O Iowa Speedway                        | Newton, Iowa              |
| 13  | 6 agosto     | Big Machine Music City Grand Prix      | C Nashville Street Circuit             | Nashville, Tennessee      |
| 14  | 12 agosto    | Gallagher Grand Prix                   | R Indianapolis Motor Speedway          | Speedway, Indiana         |
| 15  | 27 agosto    | Bommarito Automotive Group 500         | O World Wide Technology Raceway        | Madison, Illinois         |
| 16  | 3 settembre  | Grand Prix of Portland                 | R Portland International Raceway       | Portland, Oregon          |
| 17  | 10 settembre | Firestone Grand Prix of Monterey       | R Circuito di Laguna Seca              | Monterey, California      |

 O  Ovale corto/Superspeedway
 R  Circuito stradale
 C  Circuito cittadino

## Piloti e team
Tutti i team utilizzano il telaio Dallara IR18 e pneumatici Firestone.
| Team                                          | Motore    | #  | Piloti              | Gara/e                     |
| --------------------------------------------- | --------- | -- | ------------------- | -------------------------- |
| A.J. Foyt Enterprises                         | Chevrolet | 14 | Santino Ferrucci    | Tutte                      |
| A.J. Foyt Enterprises                         | Chevrolet | 55 | Benjamin Pedersen R | Tutte                      |
| Andretti Autosport                            | Honda     | 26 | Colton Herta        | Tutte                      |
| Andretti Autosport                            | Honda     | 27 | Kyle Kirkwood       | Tutte                      |
| Andretti Autosport                            | Honda     | 28 | Romain Grosjean     | Tutte                      |
| Andretti Autosport                            | Honda     | 29 | Devlin DeFrancesco  | Tutte                      |
| Andretti Autosport                            | Honda     | 98 | Marco Andretti      | 6                          |
| Arrow McLaren SP                              | Chevrolet | 5  | Pato O'Ward         | Tutte                      |
| Arrow McLaren SP                              | Chevrolet | 6  | Felix Rosenqvist    | Tutte                      |
| Arrow McLaren SP                              | Chevrolet | 7  | Alexander Rossi     | Tutte                      |
| Arrow McLaren SP                              | Chevrolet | 66 | Tony Kanaan         | 6                          |
| Chip Ganassi Racing                           | Honda     | 8  | Marcus Ericsson     | Tutte                      |
| Chip Ganassi Racing                           | Honda     | 9  | Scott Dixon         | Tutte                      |
| Chip Ganassi Racing                           | Honda     | 10 | Álex Palou          | Tutte                      |
| Chip Ganassi Racing                           | Honda     | 11 | Marcus Armstrong R  | 1, 3–5, 7–10, 13–14, 16–17 |
| Chip Ganassi Racing                           | Honda     | 11 | Takuma Satō         | 2, 6, 11-12, 15            |
| Dale Coyne Racing with HMD Motorsports        | Honda     | 18 | David Malukas       | Tutte                      |
| Dale Coyne Racing with Rick Ware Racing       | Honda     | 51 | Sting Ray Robb R    | Tutte                      |
| Dreyer & Reinbold Racing / Cusick Motorsports | Chevrolet | 24 | Stefan Wilson       | 6                          |
| Ed Carpenter Racing                           | Chevrolet | 20 | Conor Daly          | Tutte                      |
| Ed Carpenter Racing                           | Chevrolet | 21 | Rinus VeeKay        | Tutte                      |
| Ed Carpenter Racing                           | Chevrolet | 33 | Ed Carpenter        | 2, 6, 11–12, 15            |
| Juncos Hollinger Racing                       | Chevrolet | 77 | Callum Ilott        | Tutte                      |
| Juncos Hollinger Racing                       | Chevrolet | 78 | Agustín Canapino R  | Tutte                      |
| Meyer Shank Racing                            | Honda     | 06 | Hélio Castroneves   | Tutte                      |
| Meyer Shank Racing                            | Honda     | 60 | Simon Pagenaud      | 1-9                        |
| Meyer Shank Racing                            | Honda     | 60 | Tom Blomqvist R     | 10, 16-17                  |
| Meyer Shank Racing                            | Honda     | 60 | Linus Lundqvist R   | 13-15                      |
| Rahal Letterman Lanigan Racing                | Honda     | 15 | Graham Rahal        | Tutte                      |
| Rahal Letterman Lanigan Racing                | Honda     | 30 | Jack Harvey         | 1–14                       |
| Rahal Letterman Lanigan Racing                | Honda     | 30 | Conor Daly          | 15                         |
| Rahal Letterman Lanigan Racing                | Honda     | 30 | Jüri Vips R         | 16-17                      |
| Rahal Letterman Lanigan Racing                | Honda     | 44 | Katherine Legge     | 6                          |
| Rahal Letterman Lanigan Racing                | Honda     | 45 | Christian Lundgaard | Tutte                      |
| Team Penske                                   | Chevrolet | 2  | Josef Newgarden     | Tutte                      |
| Team Penske                                   | Chevrolet | 3  | Scott McLaughlin    | Tutte                      |
| Team Penske                                   | Chevrolet | 12 | Will Power          | Tutte                      |

 R  In competizione per il premio del miglior debuttante dell'anno (Rookie of the Year)

## Risultati stagione
| Round | Gara             | Pole position       | Giro più veloce     | Più giri condotti   | Vincitore           | Vincitore                      | Vincitore |
| Round | Gara             | Pole position       | Giro più veloce     | Più giri condotti   | Pilota              | Squadra                        | Motore    |
| ----- | ---------------- | ------------------- | ------------------- | ------------------- | ------------------- | ------------------------------ | --------- |
| 1     | St. Petersburg   | Romain Grosjean     | Álex Palou          | Scott McLaughlin    | Marcus Ericsson     | Chip Ganassi Racing            | Honda     |
| 2     | Texas            | Felix Rosenqvist    | Pato O'Ward         | Josef Newgarden     | Josef Newgarden     | Team Penske                    | Chevrolet |
| 3     | Long Beach       | Kyle Kirkwood       | Álex Palou          | Kyle Kirkwood       | Kyle Kirkwood       | Andretti Autosport             | Honda     |
| 4     | Birmingham       | Romain Grosjean     | Will Power          | Romain Grosjean     | Scott McLaughlin    | Team Penske                    | Chevrolet |
| 5     | IMS GMR GP       | Christian Lundgaard | Álex Palou          | Álex Palou          | Álex Palou          | Chip Ganassi Racing            | Honda     |
| 6     | Indianapolis 500 | Álex Palou          | David Malukas       | Pato O'Ward         | Josef Newgarden     | Team Penske                    | Chevrolet |
| 7     | Detroit          | Álex Palou          | Kyle Kirkwood       | Álex Palou          | Álex Palou          | Chip Ganassi Racing            | Honda     |
| 8     | Road America     | Colton Herta        | Will Power          | Colton Herta        | Álex Palou          | Chip Ganassi Racing            | Honda     |
| 9     | Mid-Ohio         | Colton Herta        | Felix Rosenqvist    | Álex Palou          | Álex Palou          | Chip Ganassi Racing            | Honda     |
| 10    | Exhibition Place | Christian Lundgaard | Christian Lundgaard | Christian Lundgaard | Christian Lundgaard | Rahal Letterman Lanigan Racing | Honda     |
| 11    | Iowa 1           | Will Power          | Scott McLaughlin    | Josef Newgarden     | Josef Newgarden     | Team Penske                    | Chevrolet |
| 12    | Iowa 2           | Will Power          | Will Power          | Josef Newgarden     | Josef Newgarden     | Team Penske                    | Chevrolet |
| 13    | Nashville        | Scott McLaughlin    | Linus Lundqvist     | Kyle Kirkwood       | Kyle Kirkwood       | Andretti Autosport             | Honda     |
| 14    | IMS Gallagher GP | Graham Rahal        | Graham Rahal        | Graham Rahal        | Scott Dixon         | Chip Ganassi Racing            | Honda     |
| 15    | Gateway          | Scott McLaughlin    | Linus Lundqvist     | Scott Dixon         | Scott Dixon         | Chip Ganassi Racing            | Honda     |
| 16    | Portland         | Graham Rahal        | Josef Newgarden     | Álex Palou          | Álex Palou          | Chip Ganassi Racing            | Honda     |
| 17    | Laguna Seca      | Felix Rosenqvist    | Álex Palou          | Álex Palou          | Scott Dixon         | Chip Ganassi Racing            | Honda     |

## Classifiche

### Assegnazione punti
| Risultato | 1º | 2º | 3º | 4º | 5º | 6º | 7º | 8º | 9º | 10º | 11º | 12º | 13º | 14º | 15º | 16º | 17º | 18º | 19º | 20º | 21º | 22º | 23º | 24º | 25º+ | Pole | almeno 1 giro in testa | maggiori giri in testa |
| Punti     | 50 | 40 | 35 | 32 | 30 | 28 | 26 | 24 | 22 | 20  | 19  | 18  | 17  | 16  | 15  | 14  | 13  | 12  | 11  | 10  | 9   | 8   | 7   | 6   | 5    | 1    | 1                      | 2                      |

I punti sono assegnati a tutti i piloti in gara, il 1° prende 50 punti mentre il 25° ne prende 5; ci sono delle eccezioni nel sistema di punteggio:
- Rispetto alle precedenti stagioni, non saranno più assegnati punti doppi alla 500 Miglia di Indianapolis.
- Una sostituzione del motore comporterà la perdita di 10 punti nella classifica piloti e nella classifica costruttori.
- Per le qualifiche della 500 Miglia di Indianapolis verranno assegnati punti per la classifica costruttori e per la classifica piloti in base ai risultati delle qualifiche finali come segue: Il costruttore e il pilota più veloce in qualifica (pole sitter) riceverà 12 punti, il secondo più veloce riceverà 11 punti e i punti assegnati diminuiranno di un punto fino al dodicesimo più veloce (1 punto).

### Classifica Piloti
| Pos | Pilota              | STP  | TXS | LBH | ALA | IGP1 | INDY  | DET | ROA | MDO | TOR | IOW | IOW | NSH | IGP2 | GAT | POR | LAG | Punti |
| --- | ------------------- | ---- | --- | --- | --- | ---- | ----- | --- | --- | --- | --- | --- | --- | --- | ---- | --- | --- | --- | ----- |
| 1   | Álex Palou          | 8    | 3L  | 5L  | 5   | 1L*  | 41L   | 1L* | 1L  | 1L* | 2   | 8L  | 3   | 3L  | 7    | 7   | 1L* | 3L* | 656   |
| 2   | Scott Dixon         | 3L   | 5L  | 27  | 7   | 6L   | 6     | 4   | 4   | 2L  | 4L  | 6   | 6L  | 5   | 1L   | 1L* | 3L  | 1L  | 578   |
| 3   | Scott McLaughlin    | 13L* | 6   | 10  | 1L  | 16   | 14    | 7   | 8   | 5   | 6L  | 2   | 5L  | 2L  | 8    | 5   | 9   | 2   | 488   |
| 4   | Pato O'Ward         | 2L   | 2L  | 17  | 4   | 2L   | 245L* | 26L | 3   | 8   | 8   | 3   | 10  | 8   | 3    | 2L  | 4   | 9L  | 484   |
| 5   | Josef Newgarden     | 17   | 1L* | 9L  | 15L | 7    | 1L    | 10L | 2   | 12  | 5   | 1L* | 1L* | 4   | 25   | 25L | 5   | 21  | 479   |
| 6   | Marcus Ericsson     | 1L   | 8   | 3   | 10  | 8L   | 210L  | 9L  | 6   | 27  | 11L | 4   | 9L  | 7L  | 10   | 10  | 7   | 15  | 438   |
| 7   | Will Power          | 7    | 16  | 6   | 3L  | 12   | 2312L | 2L  | 13L | 3L  | 14  | 5L  | 2L  | 10L | 6    | 9L  | 25  | 4   | 425   |
| 8   | Christian Lundgaard | 9    | 19  | 14  | 6   | 4L   | 19    | 16  | 7   | 4   | 1L* | 20  | 13  | 9   | 4L   | 17  | 11  | 6   | 390   |
| 9   | Alexander Rossi     | 4    | 22  | 22  | 8   | 3L   | 57L   | 5L  | 10  | 10  | 16  | 10  | 15  | 19  | 5    | 4L  | 20  | 7   | 375   |
| 10  | Colton Herta        | 20   | 7L  | 4   | 14  | 9    | 9L    | 11  | 5L* | 11L | 3   | 19  | 7   | 21  | 13   | 6L  | 13  | 23L | 356   |
| 11  | Kyle Kirkwood       | 15   | 27  | 1L* | 12  | 14   | 28    | 6L  | 9   | 17  | 15  | 7   | 11  | 1L* | 9    | 15  | 10  | 25  | 352   |
| 12  | Felix Rosenqvist    | 19   | 26L | 7   | 9   | 5L   | 273L  | 3   | 20  | 25  | 10  | 13  | 4L  | 22  | 27   | 8   | 2L  | 19L | 324   |
| 13  | Romain Grosjean     | 18L  | 14L | 2   | 2L* | 11   | 30    | 24  | 25  | 13  | 22  | 11  | 12  | 6L  | 18   | 12  | 27  | 11L | 296   |
| 14  | Rinus VeeKay        | 21   | 11  | 26  | 16  | 13   | 102L  | 18  | 12  | 15  | 13  | 17  | 18  | 14  | 11   | 11  | 6   | 18  | 277   |
| 15  | Graham Rahal        | 6    | 24  | 12  | 17  | 10L  | 22    | 25  | 11  | 7L  | 9   | 28  | 20  | 15  | 2L*  | 20  | 12L | 27  | 276   |
| 16  | Callum Ilott        | 5    | 9   | 19  | 13  | 18   | 12L   | 27  | 18  | 16  | 18  | 15  | 14  | 12  | 17   | 27  | 15  | 5   | 266   |
| 17  | David Malukas       | 10L  | 4   | 20  | 19  | 26   | 29    | 23  | 27  | 6   | 20  | 12  | 8   | 27  | 16   | 3   | 8L  | 20  | 265   |
| 18  | Hélio Castroneves   | 23   | 10  | 21  | 21  | 22   | 15L   | 19  | 15  | 21  | 21  | 14  | 16  | 11  | 15   | 23  | 14  | 13  | 217   |
| 19  | Santino Ferrucci    | 24   | 21  | 11  | 20  | 23   | 34L   | 21  | 16  | 24  | 17  | 26  | 22  | 18  | 23   | 13  | 16  | 17  | 214   |
| 20  | Marcus Armstrong RY | 11   |     | 8   | 11  | 15   |       | 8   | 24L | 9   | 7   |     |     | 13  | 24   |     | 19  | 8   | 214   |
| 21  | Agustín Canapino R  | 12   | 12  | 25L | 26  | 21   | 26    | 14  | 19  | 23  | 12  | 16  | 26  | 20  | 21   | 22  | 26  | 14  | 180   |
| 22  | Devlin DeFrancesco  | 25   | 23  | 16  | 23  | 17   | 13    | 12  | 23  | 14  | 23  | 22  | 21  | 26  | 19L  | 19  | 17  | 22  | 177   |
| 23  | Sting Ray Robb R    | 16   | 25L | 18  | 27  | 27   | 31    | 22  | 22  | 22  | 19  | 25  | 28  | 17  | 22   | 21  | 23  | 12  | 147   |
| 24  | Jack Harvey         | 22   | 18  | 13  | 24  | 20   | 18    | 17  | 26  | 18  | 24  | 18  | 19  | 24  | 14   |     |     |     | 146   |
| 25  | Conor Daly          | 14   | 20  | 23  | 25  | 19   | 8     | 15  |     | 20  |     | 21  | 17  |     |      | 16  |     |     | 134   |
| 26  | Ryan Hunter-Reay    |      |     |     |     |      | 11L   |     | 17  | 19  | 26  | 23  | 24  | 16  | 20   | 14  | 21  | 10  | 131   |
| 27  | Benjamin Pedersen R | 27   | 15  | 24  | 22  | 24   | 2111  | 20  | 21  | 26  | 27  | 27  | 27  | 23  | 26   | 28  | 22  | 16  | 129   |
| 28  | Simon Pagenaud      | 26   | 17  | 15  | 18  | 25   | 25    | 13  | 14  | Wth |     |     |     |     |      |     |     |     | 88    |
| 29  | Takuma Sato         |      | 28  |     |     |      | 78L   |     |     |     |     | 9L  | 25  |     |      | 26  |     |     | 70    |
| 30  | Ed Carpenter        |      | 13  |     |     |      | 20    |     |     |     |     | 24  | 23  |     |      | 24  |     |     | 46    |
| 31  | Linus Lundqvist R   |      |     |     |     |      |       |     |     |     |     |     |     | 25  | 12   | 18  |     |     | 35    |
| 32  | Tony Kanaan         |      |     |     |     |      | 169   |     |     |     |     |     |     |     |      |     |     |     | 18    |
| 33  | Jüri Vips R         |      |     |     |     |      |       |     |     |     |     |     |     |     |      |     | 18  | 24  | 18    |
| 34  | Tom Blomqvist R     |      |     |     |     |      |       |     |     |     | 25  |     |     |     |      |     | 24  | 26  | 16    |
| 35  | Marco Andretti      |      |     |     |     |      | 17    |     |     |     |     |     |     |     |      |     |     |     | 13    |
| 36  | R. C. Enerson R     |      |     |     |     |      | 32    |     |     |     |     |     |     |     |      |     |     |     | 5     |
| 37  | Katherine Legge     |      |     |     |     |      | 33    |     |     |     |     |     |     |     |      |     |     |     | 5     |
| —   | Stefan Wilson R     |      |     |     |     |      | Wth   |     |     |     |     |     |     |     |      |     |     |     | 0     |
| Pos | Pilota              | STP  | TXS | LBH | ALA | IGP1 | INDY  | DET | ROA | MDO | TOR | IOW | IOW | NSH | IGP2 | GAT | POR | LAG | Punti |

| Colore  | Risultato                 |
| ------- | ------------------------- |
| Oro     | Vincitore                 |
| Argento | 2º posto                  |
| Bronzo  | 3º posto                  |
| Verde   | 4º e 5º posto             |
| Celeste | 6º-10º posto              |
| Blu     | Finita fuori dalla top 10 |
| Viola   | Non finita                |
| Rosso   | Non qualificato (DNQ)     |
| Marrone | Ritirato (Wth)            |
| Nero    | Squalificato (DSQ)        |
| Bianco  | Non partito (DNS)         |
| Bianco  | Gara cancellata (C)       |
| Vuoto   | Non partecipa             |

| Legenda   |                                            |
| Grassetto | Pole position (1 punto; tranne Indy)       |
| Corsivo   | Giro più veloce                            |
| L         | Almeno un giro in testa (1 punto)          |
| *         | Più giri in testa (2 punti)                |
| 1–12      | Indy 500 "Fast Twelve" (punti bonus)       |
| c         | Qualifiche cancellate (nessun punto bonus) |
| RY        | Rookie of the Year                         |
| R         | Rookie                                     |

### Classifica costruttori motori
| Pos | Costruttore | STP  | TXS  | LBH  | ALA | IGP1 | INDY | DET  | ROA  | MDO  | TOR  | IOW  | IOW  | NSH | IGP2 | GAT | POR | LAG | Punti |
| --- | ----------- | ---- | ---- | ---- | --- | ---- | ---- | ---- | ---- | ---- | ---- | ---- | ---- | --- | ---- | --- | --- | --- | ----- |
| 1   | Chevrolet   | 2    | 1    | 6    | 1   | 2    | 1    | 2    | 2    | 3    | 5    | 1    | 1    | 2   | 3    | 1   | 1   | 1   | 1437  |
| 1   | Chevrolet   | 4    | 2    | 7    | 3   | 3    | 3    | 3    | 3    | 5    | 6    | 2    | 2    | 4   | 5    | 2   | 2   | 2   | 1437  |
| 1   | Chevrolet   | 72   | 96PW | 54   | 90W | 75   | 91FW | 75   | 75   | 65   | 58   | 96PW | 96PW | 73P | 65   | 90  | 90  | 91P | 1437  |
| 2   | Honda       | 1    | 3    | 1    | 2   | 1    | 2    | 1    | 1    | 1    | 1    | 4    | 3    | 1   | 1    | 3   | 4   | 3   | 1425  |
| 2   | Honda       | 3    | 4    | 2    | 5   | 4    | 4    | 4    | 4    | 2    | 2    | 6    | 6    | 3   | 2    | 6   | 5   | 6   | 1425  |
| 2   | Honda       | 91PW | 67   | 96PW | 71P | 88PW | 74P  | 88PW | 88PW | 96PW | 96PW | 60   | 63   | 90W | 96PW | 63  | 63P | 63  | 1425  |